# Achilixiidae
Achilixiidae Muir, 1923, è una piccola famiglia comprendente insetti dell'ordine dei Rincoti Omotteri, superfamiglia dei Fulgoroidei.
Sono insetti dal corpo  appiattito lateralmente. Le tegmine sono disposte a tetto sull'addome, hanno nervature prive di granulazioni e quelle del clavo decorrono fino all'apice. Le ali posteriori hanno la regione anale priva di nervature trasverse. Le zampe portano una corona di spine all'apice del secondo segmento tarsale.
Gli Achilixiidae conosciuti sono rappresentati solo nelle regioni tropicali dell'America (Regione neotropicale) e dell'Asia Regione orientale. Vi sono comprese poco più di 20 specie ripartite fra due generi:
- Achilixius, comprendente specie asiatiche;
- Bebaiotes, comprendente specie neotropicali.